# Andrew Graham-Dixon
Andrew Graham-Dixon est un historien et critique d'art britannique, né le 26 décembre 1960.

## Carrière
Andrew Graham-Dixon occupe des fonctions de critique d'art dans différents organes de presse britanniques comme The Independent et The Sunday Telegraph.
Il est surtout connu du grand public pour son travail de présentateur de télévision, notamment pour l'émission The Culture Show sur la chaîne BBC Two. Il présente à la télévision de nombreux documentaires portant sur divers artistes ou mouvements artistiques, et il est également l'auteur d'ouvrages qui portent notamment sur les thèmes de la Renaissance, de l'art britannique, de Michel-Ange ou encore de Caravage.